# Xã East Choteau, Quận Douglas, South Dakota
Xã East Choteau (tiếng Anh: East Choteau Township) là một xã thuộc quận Douglas, tiểu bang Nam Dakota, Hoa Kỳ. Năm 2010, dân số của xã này là 119 người.